# Vận tốc góc
Vận tốc góc (kí hiệu: {\displaystyle {\vec {\omega }}}) là một đại lượng vector trong vật lí cho biết sự thay đổi vị trí góc hoặc phương hướng theo thời gian, chẳng hạn như tốc độ quay của một vật hay tốc độ thay đổi phương hướng của trục quay.
Vận tốc góc có thứ nguyên góc trên thời gian, được đo bởi đơn vị SI là radian trên giây ({\displaystyle rad/s}). Một số đơn vị khác của vận tốc góc bao gồm {\displaystyle rev/s} (vòng trên giây) hay {\displaystyle rpm} (vòng trên phút).

## Định nghĩa

### Vận tốc góc trung bình
Vận tốc góc trung bình được xác định bởi độ dời góc {\displaystyle \Delta \theta } (một đại lượng vô hướng) chia cho biến thiên thời gian {\displaystyle \Delta t}, nhân với vector pháp tuyến đơn vị {\displaystyle {\hat {n}}} có chiều được xác định theo quy tắc bàn tay phải:
{\displaystyle {\vec {\omega }}_{avg}={\frac {\Delta \theta }{\Delta t}}{\hat {n}}.}

### Vận tốc góc tức thời
Từ công thức trên, khi biến thiên thời gian tiến tới 0, ta thu được vận tốc góc tức thời:
{\displaystyle {\vec {\omega }}=\lim _{\Delta t\to 0}{\frac {\Delta \theta }{\Delta t}}{\hat {n}}={\frac {d\theta }{dt}}{\hat {n}}.}

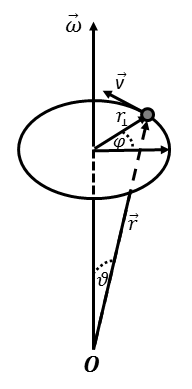
Vận tốc góc và tốc độ quỹ đạo chuyển động tròn

Với vận tốc góc không đổi (ví dụ: trong chuyển động tròn đều) thì tốc độ góc bằng:
{\displaystyle \omega ={\frac {2\pi }{T}}}
bởi vì với chu kỳ {\displaystyle T} thì sẽ quét được góc {\displaystyle 2\pi }.
Với chuyển động tròn phẳng, hướng thay đổi vận tốc đường đi tức thời của một điểm có cùng vận tốc góc với vectơ bán kính của điểm. Trong trường hợp đường cong trong không gian, điều này áp dụng cho vòng tròn hiện tại. Do đó, sự thay đổi theo hướng của tốc độ quét cũng có thể được sử dụng để xác định tốc độ góc. Nó kết quả trực tiếp từ dữ liệu của đường dẫn và không yêu cầu xác định trục quay.
Số lượng {\displaystyle \omega } vận tốc góc chủ yếu được sử dụng trong các quá trình trong đó trục quay không thay đổi. Sự thay đổi hướng và/hoặc độ lớn của vận tốc góc là kết quả của gia tốc góc.

### Vận tốc quỹ đạo
Mỗi điểm của hệ quay đều mô tả một đường tròn mà mặt phẳng của nó vuông góc với trục quay. Tốc độ quỹ đạo điểm {\displaystyle {\vec {v}}} trên vòng tròn này là
{\displaystyle v_{\perp }=\omega r}
ở đây {\displaystyle r_{\perp }} là bán kính của chuyển động tròn. Bởi vì trong khoảng vô cùng bé {\displaystyle \mathrm {d} t} thì {\displaystyle \mathrm {d} s=r_{\perp }\,\mathrm {d} \varphi =r_{\perp }\,\omega \,\mathrm {d} t}.
Nếu gốc {\displaystyle O} của hệ tọa độ nằm trên trục quay, khi đó vận tốc quỹ đạo về hướng và lượng bằng với tích chéo của vận tốc góc và vectơ vị trí:
{\displaystyle {\vec {v}}={\vec {\omega }}\times {\vec {r}}}.
bởi vì khoảng cách từ trục là
{\displaystyle r_{\perp }=r\,\mathrm {sin} \vartheta }
với góc cực {\displaystyle \vartheta } là khoảng cách góc không đổi giữa trục quay và vectơ vị trí đến điểm đang xem xét.
Việc xem xét tốc độ thay đổi của vectơ vị trí này áp dụng cho bất kỳ vectơ nào có thể xoay, ví dụ:   B. cho các vectơ cơ sở {\displaystyle {\vec {e}}'_{i}} ({\displaystyle i\in \{x,y,z\}}) của một hệ quy chiếu xoay. Vận tốc thay đổi của nó là{\displaystyle {\frac {\mathrm {d} {\vec {e}}'_{i}}{\mathrm {d} t}}\,=\,{\vec {\omega }}\times {\vec {e}}'_{i}}

## Vận tốc góc theo đường ngắm

### Chuyển động phẳng

Vận tốc góc theo tia ngắm từ gốc O đến hạt P được xác định bởi vận tốc tiếp tuyến của vectơ vận tốc v.

Vectơ vận tốc v của một hạt P liên quan đến một người quan sát O có thể được phân tích trong tọa độ cực. Thành phần xuyên tâm của vectơ vận tốc không thay đổi hướng của đường ngắm. Biểu thức tồn tại giữa thành phần tiếp tuyến và tốc độ góc của tia ngắm:
{\displaystyle \mathrm {v} _{\perp }={\frac {d\phi }{dt}}\,r=\omega \cdot r}
Cần lưu ý rằng vận tốc góc theo đường ngắm phụ thuộc vào vị trí (tùy ý) của người quan sát.

### Chuyển động trong không gian
Trong không gian ba chiều, vận tốc góc được đặc trưng bởi lượng và hướng của nó.
Như trong trường hợp hai chiều, hạt có một thành phần của vectơ vận tốc theo hướng của vectơ bán kính và một thành phần khác vuông góc với nó. Mặt phẳng có vectơ hỗ trợ {\displaystyle {\vec {0}}} (vị trí của người quan sát) và vectơ chỉ phương {\displaystyle {\vec {r}}} và {\displaystyle {\vec {v}}_{\perp }} định nghĩa một mặt phẳng quay trong đó chuyển động của hạt xuất hiện trong một khoảnh khắc như trong trường hợp hai chiều. Trục quay khi đó vuông góc với mặt phẳng này và định nghĩa hướng của vectơ vận tốc góc tức thời. Vectơ bán kính và vận tốc được giả định là đã biết. Ta có biểu thức:
{\displaystyle {\vec {\omega }}={\frac {{\vec {r}}\times {\vec {v}}}{|{\vec {r}}|^{2}}}}